# Гантер (Вісконсин)
Гантер (англ. Hunter) — місто (англ. town) в США, в окрузі Соєр штату Вісконсин. Населення — 779 осіб (2020).

## Демографія
Згідно з переписом 2010 року, у місті мешкало 678 осіб у 308 домогосподарствах у складі 201 родини. Було 1156 помешкань
Расовий склад населення:
| - 60,5 % — білих - 37,5 % — корінних американців |

До двох чи більше рас належало 1,6 %. Частка іспаномовних становила 1,6 % від усіх жителів.
За віковим діапазоном населення розподілялося таким чином: 15,6 % — особи молодші 18 років, 60,1 % — особи у віці 18—64 років, 24,3 % — особи у віці 65 років та старші. Медіана віку мешканця становила 51,1 року. На 100 осіб жіночої статі у місті припадало 104,2 чоловіків;  на 100 жінок у віці від 18 років та старших — 106,5 чоловіків також старших 18 років.
Середній дохід на одне домашнє господарство  становив 68 484 долари США (медіана — 44 671), а середній дохід на одну сім'ю — 77 883 долари (медіана — 52 083). Медіана доходів становила 29 286 доларів для чоловіків та 43 125 доларів для жінок. За межею бідності перебувало 11,8 % осіб, у тому числі 17,4 % дітей у віці до 18 років та 9,3 % осіб у віці 65 років та старших.
Цивільне працевлаштоване населення становило 319 осіб. Основні галузі зайнятості: роздрібна торгівля — 26,6 %, мистецтво, розваги та відпочинок — 21,9 %, освіта, охорона здоров'я та соціальна допомога — 20,1 %.